# Perwîz Cîhanî
Perwîz Cîhanî (* 1955 in Choy, Iran) ist ein kurdischer Schriftsteller und Romancier. Er wurde in der Nähe von Choy im Nordwesten des Iran geboren. Zwischen 1977 und 1978 begann er, Gedichte und Kurzgeschichten auf Nordkurdisch zu schreiben und Stücke kurdischer Folklore zu sammeln. 1984 arbeitete er im kurdischen Radio von Urmia und präsentierte zwei Kulturprogramme. Im gleichen Zeitraum war er in der kurdischen Zeitschrift Sirwe aktiv, wo er mehrere Artikel veröffentlichte. 1986 wurde er aufgrund des Inhalts seiner Radioprogramme von seiner Arbeit im Radio entlassen. Er arbeitete weiterhin hauptberuflich in Sirwe, bis er gezwungen war, den Iran zu verlassen, und 1995 politisches Asyl in der Schweiz suchte. Er hat mit mehreren kurdischen Online-Zeitschriften wie Mehname, Avesta und Nûdem zusammengearbeitet.

## Werke
- Bilîcan. DOZ Yayınları, Istanbul 2002, ISBN 975-6876-29-8.
- Ax Şilêrok. Apec Publishers, Spanga, Sweden 1998, ISBN 91-89014-30-8. (Gedichtsammlung).
- Peyam. Komele kurteçîrok. Orient-Réalités, Genève 1997. (Sammlung von Kurzgeschichten).
- Li ser wergera M. Emîn Bozarslan a Mem û Zîna Ehmedê Xanî. In: Zend. Enstîtuya Kurdî, Istanbul, Nr. 8. (Über: Mehmed Emîn Bozarslans Übersetzung von Mem û Zîn von Ehmedê Xanî)[1]
- Rênivîsa Kurdî bi herdu șêweyan. Salahaddin Ayoobi Publishers, Urmia, Iran 1988. (Kurdische Grammatik).
- Hezerav. Ferhenga thematîk li ser ave. Doz, Istanbul 2006, ISBN 975-6875-89-1.
- Çarîneyên Omer Xeyyam. Nûbihar, Istanbul 2015, ISBN 978-605-5402-58-7. (Übersetzung ins Kurdische von Rubāʿīyāt (Vierzeilern) von Omar Chayyām, mit CD).